# スワンプ・サッカー

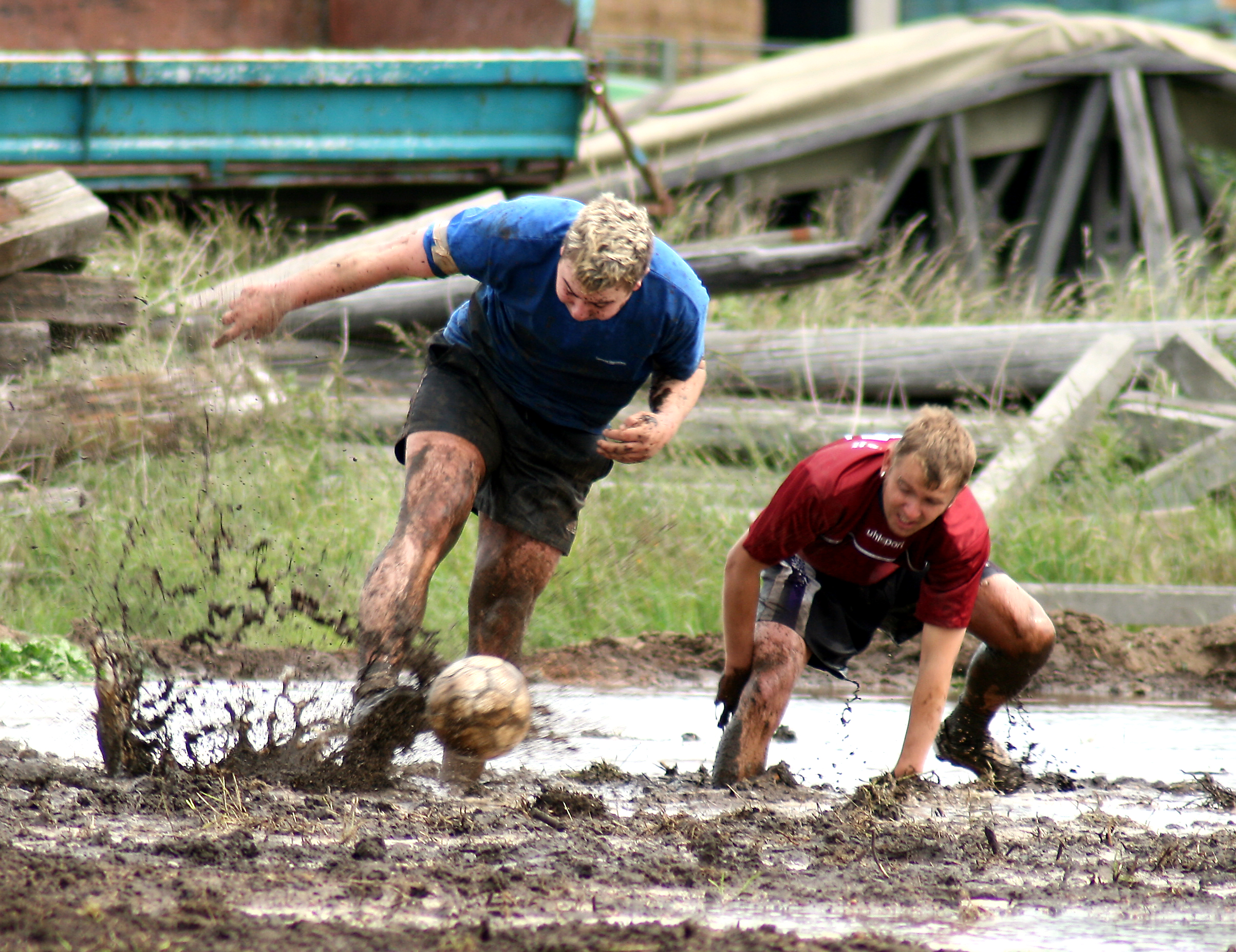
プレー中のスワンプ・サッカー選手

スワンプ・サッカー(Swanp Soccer, Swamp Football)は、沼地や湿地で行われるサッカーの一種である。その性格から、日本では泥んこサッカー（どろんこサッカー）と呼ばれることもある。

## 歴史
このスポーツはイングランド北東部のビショップ・オークランド(Bishop Auckland)にルーツがあるとされ、当初は運動選手や兵士の訓練として行われていたが、1998年に初めて組織化されたフィンランド選手権が開催された。フィンランドにスワンプ・サッカーを紹介し、「泥んこ男爵」(The Swamp Baron)と呼ばれたJyrki Väänänenの立案であった。
世界中には260ものスワンプ・サッカーチームが存在するとされる。2000年にはフィンランドのヒュリンサルミにあるVuorisuo湿地で初の世界選手権が開催され、それ以来毎年当地で世界選手権が開催されている。2005年の世界選手権には各国から5000人もの選手が参加した。欧州選手権はイングランド・ダラムのニュートン・エイクリフで開催されている。2008年のダヌーン(Dunoon)競技会は近隣のStrachurに場所を変え、名称も新スコットランド選手権となった。43のチームが大会に出場し、3日間に渡って開催された。男子の部の優勝はTeam Rambos、男女混成の部の優勝はベルギーのDe Rode Modderduivelsであった。
日本では、長野県伊那市の休耕田を活用した全国大会「ドロカップ」が2006年に初開催され、毎年晩夏に開催されているが、2011年大会は台風接近により中止となった。この大会独自のルールとして、試合時間が前後半なしの5分間であること、選手が5人であることなどが挙げられる。

## ルール
以下が標準的なスワンプ・サッカーのルールであるが、競技者やグラウンドによって変更されることもある。
- 前後半13分ずつ。
- 試合中の靴の履き替えは認めない。
- コーナーキック、ペナルティキック、スローインはパントキックで行う。
- オフサイドは適用しない。
- ペナルティエリアはゴールから5mの範囲とするが、ゴールキーパーはゴールから3mの範囲でしかボールの保持が許されない。
- チームの登録人数は最大12人で、一度に6人がプレーする。
- 選手の途中交代は自由。
- 主要大会に使用するグラウンドは、自然に生じた湿地よりも、乾燥したグラウンドを単に水で覆ったものが望ましい。
- ピッチの大きさは縦が約60m、横が約35m。